# Irma von Platen
Irma Susanne von Platen, född den 19 augusti 1993 i Stockholm, är en svensk skådespelerska och dansare. 
Irma von Platen är uppvuxen i Stockholm och har gått på estetiska programmet på Södra Latin samt på olika dansutbildningar i Berlin och Salzburg och utexaminerades från Köpenhamns danshögskola 2019. 
Vid Guldbaggegalan 2021 nominerades hon i kategorin Bästa kvinnliga huvudroll för sin insats i filmen Inland.

## Filmografi
- 2011 – Anno 1790 (TV-serie) – Jungfru Johanna
- 2011 – Jag saknar dig (ej namngiven roll)
- 2013 – Kung Liljekonvalje av dungen – Elvira
- 2015 – Cirkeln – Minoo Falk Karimi
- 2019 – [Kiinni Minun Haters] – Maja
- 2020 – Inland – X
- 2021 – Ziba - Alice
- 2023 – Fejkpatient (TV-serie) -Tess